# 赵涛 (演员)
赵涛（1977年1月28日—），山西太原人，中国女演员、制片人。凭借意大利电影《我是丽》成为首位获得意大利电影金像奖最佳女主角的亚洲演员。

## 生平
赵涛自幼学习中国舞，1996年，入读北京舞蹈学院中国民族民间舞系，毕业后于太原师范学院任教舞蹈老师。
1999年，被导演贾樟柯相中而出演电影《站台》。2006年，被美国林肯表演艺术中心评为年度全球最佳女演员五十佳之一。2007年，担任纪录片《无用》的监制。2010年，与香港女演员张曼玉共同出演英国导演艾萨克·朱利安的电影《万层浪》。2011年9月12日，与导演贾樟柯正式领取结婚证。2012年，出演凭借意大利导演安德烈·赛格亚的电影《我是丽》获得意大利阿斯蒂电影节最佳女主角奖和意大利电影金像奖最佳女主角，并成为首位获得意大利电影金像奖的亚洲演员。2024年8月，凭借电影《风流一代》中出色的表演以及之前与导演贾樟柯合作制作了《三峡好人》和《山河故人》 等电影，多伦多国际电影节组委会为她颁发特别致敬奖。2025年7月，擔任第82屆威尼斯影展主競賽單元評審團成員。

## 作品

### 电影
| 年份   | 中文名称         | 英文名称             | 角色   | 导演          | 备注         |
| 2000年 | 《站台》         | Platform             | 尹瑞娟 | 贾樟柯        |              |
| 2002年 | 《任逍遥》       | Unknown Pleasures    | 赵巧巧 | 贾樟柯        |              |
| 2004年 | 《世界》         | World                | 赵小桃 | 贾樟柯        |              |
| 2006年 | 《三峡好人》     | Still Life           | 沈红   | 贾樟柯        |              |
| 2008年 | 《二十四城记》   | 24 City              | 娜娜   | 贾樟柯        |              |
| 2008年 | 《河上的爱情》   | Cry Me a River       | 周琪   | 贾樟柯        |              |
| 2010年 | 《海上传奇》     | I Wish I Knew        | 赵涛   | 贾樟柯        |              |
| 2010年 | 《万重浪》       | Ten Thousand Waves   | 阮玲玉 | 艾萨克·朱利安 |              |
| 2011年 | 《我是丽》       | Shun Li and the Poet | 孙丽   | 安德烈·赛格亚 | [ 5 ]        |
| 2013年 | 《天定》         | A Touch of Sin       | 小玉   | 贾樟柯        |              |
| 2015年 | 《山河故人》     | Mountains May Depart | 沈涛   | 贾樟柯        |              |
| 2017年 | 《时间去哪儿了》 | Where Has Time Gone? |        | 贾樟柯        | 《逢春》单元 |
| 2018年 | 《江湖儿女》     | Ash Is Purest White  | 趙巧巧 | 贾樟柯        |              |
| 2024年 | 《风流一代》     | Caught By The Tide   | 趙巧巧 | 贾樟柯        |              |

### 电视剧
| 年份   | 中文名称   | 英文名称 | 角色 | 备注 |
| 2009年 | 《大生活》 | Living   | 洪雨 |      |

### 电影监制
- 《无用》（2007年）

## 獎項紀錄
| 年份 | 典禮類型                     | 獎項           | 作品         | 結果       |
| ---- | ---------------------------- | -------------- | ------------ | ---------- |
| 2012 | 第1屆意大利阿斯蒂電影節      | 最佳女演員     | 《我是麗》   | 獲獎       |
| 2012 | 第8屆意大利南尼·莫雷蒂電影獎 | 最佳女主角     | 《我是麗》   | 獲獎       |
| 2012 | 第56屆義大利電影金像獎       | 最佳女主角     | 《我是麗》   | 獲獎       |
| 2013 | 聖馬利諾電影節               | 傑出藝術成就獎 | 《天注定》   | 獲獎       |
| 2014 | 第39屆國際新現實主義電影節   | 金湖大獎       | 《天注定》   | 獲獎       |
| 2015 | 第52屆金馬獎                 | 最佳女主角     | 《山河故人》 | 提名       |
| 2015 | 第12屆國際影迷協會           | 最佳女主角     | 《山河故人》 | 獲獎       |
| 2015 | 第39屆多倫多中西電影人聯盟獎 | 最佳表演獎     | 《山河故人》 | 獲獎       |
| 2016 | 第10屆亞洲電影大獎           | 最佳女主角     | 《山河故人》 | 提名       |
| 2016 | 第33屆邁阿密國際影展         | 最佳表演獎     | 《山河故人》 | 獲獎       |
| 2016 | 第7屆青年電影手冊            | 年度女演員     | 《山河故人》 | 獲獎       |
| 2016 | 第13屆中國長春電影節         | 最佳女演員     | 《山河故人》 | 提名       |
| 2017 | 第23屆Chlotrudis獨立電影獎   | 最佳女主角     | 《山河故人》 | 獲獎       |
| 2018 | 第54屆芝加哥國際電影節       | 最佳女主角     | 《江湖兒女》 | 獲獎       |
| 2018 | 第55屆金馬獎                 | 最佳女主角     | 《江湖兒女》 | 提名       |
| 2018 | 第25屆明斯克國際電影節       | 最佳女主角     | 《江湖兒女》 | 獲獎       |
| 2018 | 第12屆亞太電影大獎           | 最佳女演員     | 《江湖兒女》 | 獲獎       |
| 2019 | 第13屆亞洲電影大獎           | 最佳女主角     | 《江湖兒女》 | 提名       |
| 2019 | 第10屆中國電影導演協會       | 年度女演員     | 《江湖兒女》 | 提名       |
| 2020 | 第54屆美國國家影評人協會獎   | 最佳女主角     | 《江湖兒女》 | 獲獎(銀獎) |
| 2024 | 第49屆多倫多國際影展         | 特別貢獻獎     |              | 獲獎       |